# Cantón de Recey-sur-Ource
El cantón de Recey-sur-Ource era una división administrativa francesa, que estaba situada en el departamento de Côte-d'Or y la región de Borgoña.

## Composición
El cantón estaba formado por diecisiete comunas:
- Beneuvre
- Bure-les-Templiers
- Buxerolles
- Chambain
- Chaugey
- Essarois
- Faverolles-lès-Lucey
- Gurgy-la-Ville
- Gurgy-le-Château
- Leuglay
- Lucey
- Menesble
- Montmoyen
- Recey-sur-Ource
- Saint-Broing-les-Moines
- Terrefondrée
- Voulaines-les-Templiers

## Supresión del cantón de Recey-sur-Ource
En aplicación del Decreto nº 2014-175 de 18 de febrero de 2014, el cantón de Recey-sur-Ource fue suprimido el 22 de marzo de 2015 y sus 17 comunas pasaron a formar parte del nuevo cantón de Châtillon-sur-Seine.